# 51. ceremonia wręczenia nagród Brytyjskiej Akademii Filmowej
51. ceremonia rozdania nagród Brytyjskiej Akademii Sztuk Filmowych i Telewizyjnych miała miejsce 19 kwietnia 1998 roku. Najwięcej statuetek (4) otrzymał film Romeo i Julia.

## Nominacje
Laureaci oznaczeni są wytłuszczeniem

### Najlepszy film
- Uberto Pasolini – Goło i wesoło
- Sarah Curtis – Jej wysokość pani Brown
- Arnon Milchan, Curtis Hanson, Michael G. Nathanson – Tajemnice Los Angeles
- James Cameron, Jon Landau – Titanic

### Najlepszy film zagraniczny
- Apartament
- Lekcja tanga
- Lucie Aubrac
- Różowe lata

### Najlepszy aktor
- Robert Carlyle − Goło i wesoło
- Billy Connolly − Jej wysokość pani Brown
- Kevin Spacey − Tajemnice Los Angeles
- Ray Winstone − Nic doustnie

### Najlepsza aktorka
- Judi Dench − Jej wysokość pani Brown
- Kim Basinger − Tajemnice Los Angeles
- Kathy Burke − Nic doustnie
- Helena Bonham Carter − Miłość i śmierć w Wenecji

### Najlepszy aktor drugoplanowy
- Tom Wilkinson − Goło i wesoło
- Mark Addy − Goło i wesoło
- Rupert Everett − Mój chłopak się żeni
- Burt Reynolds − Boogie Nights

### Najlepsza aktorka drugoplanowa
- Sigourney Weaver − Burza lodowa
- Jennifer Ehle − Wilde. Historia pisarza
- Lesley Sharp − Goło i wesoło
- Zoë Wanamaker − Wilde. Historia pisarza

### Najlepszy scenariusz oryginalny
- Gary Oldman − Nic doustnie
- Paul Thomas Anderson − Boogie Nights
- Simon Beaufoy − Goło i wesoło
- Jeremy Brock − Jej wysokość pani Brown

### Najlepszy scenariusz adaptowany
- Craig Pearce, Baz Luhrmann − Romeo i Julia
- James Schamus − Burza lodowa
- Hossein Amini − Miłość i śmierć w Wenecji
- Brian Helgeland, Curtis Hanson − Tajemnice Los Angeles

### Najlepsze zdjęcia
- Eduardo Serra − Miłość i śmierć w Wenecji
- Donald McAlpine − Romeo i Julia
- Dante Spinotti − Tajemnice Los Angeles
- Russell Carpenter − Titanic

### Najlepsze kostiumy
- Deirdre Clancy − Jej wysokość pani Brown
- Sandy Powell − Miłość i śmierć w Wenecji
- Ruth Myers − Tajemnice Los Angeles
- Deborah Lynn Scott − Titanic

### Najlepszy dźwięk
- Terry Rodman, Roland N. Thai, Kirk Francis, Andy Nelson, Anna Behlmer, John Leveque − Tajemnice Los Angeles
- Alistair Crocker, Adrian Rhodes, Ian Wilson − Goło i wesoło
- Gareth Vanderhope, Rob Young, Roger Savage − Romeo i Julia
- Gary Rydstrom, Tom Johnson, Gary Summers, Mark Ulano − Titanic

### Najlepszy montaż
- Peter Honess − Tajemnice Los Angeles
- Nick Moore, David Freeman − Goło i wesoło
- Jill Bilcock − Romeo i Julia
- Conrad Buff IV, James Cameron, Richard A. Harris − Titanic

### Najlepsze efekty specjalne
- Mark Stetson, Karen E. Goulekas, Nick Allder, Neil Corbould, Nick Dudman – Piąty element
- Eric Brevig, Rick Baker, Rob Coleman, Peter Chesney − Faceci w czerni
- Peter Chiang − Pożyczalscy
- Robert Legato, Mark A. Lasoff, Thomas L. Fisher, Michael Kanfer − Titanic

### Najlepsza charakteryzacja i fryzury
- Sallie Jaye, Jan Archibald − Miłość i śmierć w Wenecji
- Lisa Westcott − Jej wysokość pani Brown
- John M. Elliott, Scott H. Eddo, Janis Clark − Tajemnice Los Angeles
- Tina Earnshaw, Simon Thompson, Kay Georgiou − Titanic

### Najlepsza scenografia
- Catherine Martin − Romeo i Julia
- Martin Childs − Jej wysokość pani Brown
- Jeannine Oppewall − Tajemnice Los Angeles
- Thomas E. Sanders − Titanic

### Najlepszy brytyjski film – Nagroda im. Alexandra Kordy
- Luc Besson, Douglas Urbanski, Gary Oldman – Nic doustnie
- Uberto Pasolini – Goło i wesoło
- Sarah Curtis – Jej wysokość pani Brown
- Imogen West – Okrągły tydzień
- Tim Bevan, Eric Fellner, Rachel Talalay – Pożyczalscy
- Allan Scott, Peter R. Simpson – Sanatorium poetów

### Najlepszy reżyser – Nagroda im. Davida Leana
- Baz Luhrmann − Romeo i Julia
- James Cameron − Titanic
- Peter Cattaneo − Goło i wesoło
- Curtis Hanson − Tajemnice Los Angeles

### Najlepsza muzyka – Nagroda im. Anthony’ego Asquita
- Nellee Hooper − Romeo i Julia
- Anne Dudley − Goło i wesoło
- Jerry Goldsmith − Tajemnice Los Angeles
- James Horner − Titanic

## Nagroda Publiczności
- Goło i wesoło

## Podsumowanie
Laureaci

Nagroda / Nominacja
- 4 / 7 – Romeo i Julia
- 3 / 11 – Goło i wesoło
- 2 / 4 – Nic doustnie
- 2 / 5 – Miłość i śmierć w Wenecji
- 2 / 8 – Jej wysokość pani Brown
- 2 / 12 – Tajemnice Los Angeles
- 1 / 1 – Piąty element
- 1 / 2 – Burza lodowa

Przegrani
- 0 / 2 – Boogie Nights
- 0 / 2 – Pożyczalscy
- 0 / 2 – Wilde. Historia pisarza
- 0 / 10 – Titanic